# Ed Skrein
Edward George Skrein (Londres, 29 de março de 1983) é um ator e cantor britânico. Ele é mais conhecido por Frank Martin em Le Transporteur: Héritage, Ajax/Francis Freeman em Deadpool e Zapan em Alita: Anjo de Combate.

## Filmografia

### Cinema
| Ano  | Título                       | Papel                       | Notas                                |
| ---- | ---------------------------- | --------------------------- | ------------------------------------ |
| 2012 | Piggy                        | Jamie                       |                                      |
| 2012 | Ill Manors                   | Edward "Ed" Richardson      |                                      |
| 2012 | The Sweeney                  | David                       |                                      |
| 2013 | Goldfish                     | Vincent                     | Curta-metragem                       |
| 2014 | A Saga Viking                | Hjorr                       |                                      |
| 2015 | Sword of Vengeance           | Treden                      |                                      |
| 2015 | Tiger House                  | Callum                      |                                      |
| 2015 | Kill Your Friends            | Rent                        |                                      |
| 2015 | Le Transporteur: Héritage    | Frank Martin                |                                      |
| 2016 | The Model                    | Shane White                 |                                      |
| 2016 | Deadpool                     | Francis Freeman/Ajax        |                                      |
| 2018 | In Darkness                  | Marc                        |                                      |
| 2018 | Patrick                      | Vet                         |                                      |
| 2018 | Tau                          | Alex                        |                                      |
| 2018 | Little River Run             |                             | Curta-metragem; Diretor e roteirista |
| 2018 | If Beale Street Could Talk   | Oficial Bell                |                                      |
| 2019 | Alita: Anjo de Combate       | Zapan                       |                                      |
| 2019 | Born a King                  | Philby                      |                                      |
| 2019 | Maleficent: Mistress of Evil | Borra                       |                                      |
| 2019 | Midway                       | Tenente Richard "Dick" Best |                                      |

### Televisão
| Ano  | Título          | Papel          | Notas                                                          |
| ---- | --------------- | -------------- | -------------------------------------------------------------- |
| 2013 | The Tunnel      | Anthony Walsh  | 3 episódios                                                    |
| 2013 | Game of Thrones | Daario Naharis | 3 episódios Screen International Award for UK Star of Tomorrow |

## Prêmios
| Ano  | Premio            | Categoria    | Indicados                 | Resultado |
| ---- | ----------------- | ------------ | ------------------------- | --------- |
| 2016 | MTV Movie Award   | Melhor Luta  | Ed Skrein e Ryan Reynolds | Venceu    |
| 2016 | MTV Movie Award   | Melhor Vilão | Ed Skrein                 | Indicado  |
| 2016 | Teen Choice Award | Melhor Vilão | Ed Skrein                 | Indicado  |

## Substituição emGame of Thrones
Ed Skrein interpretou Daario Naharis na terceira temporada da série de televisão Game of Thrones da HBO, porém da quarta temporada em diante foi substituído por Michiel Huisman. A troca nunca foi muito bem explicada pela HBO. Em entrevista ao Digital Spy, Ed comentou a substituição: "Não foi uma decisão tão clara quanto foi veiculado na imprensa. Em muitos sentidos, eu teria amado continuar [na série], porque é uma série de televisão realmente fantástica" Apesar disso, Ed Skrein revelou guardar ótimas lembranças da série e que fez um amigo para vida toda, Jacob Anderson que interpreta Verme Cinzento na série.